# WWE Elimination Chamber
WWE Elimination Chamber is een jaarlijks professioneel worstel-pay-per-view (PPV) en WWE Network evenement dat georganiseerd wordt door de Amerikaanse worstelorganisatie WWE. Het inaugurele evenement vond plaats op 21 februari 2010 en verving het evenement No Way Out.

## Concept
Het concept van de show is dat er 2 Main Event-wedstrijden worden gehouden in de Elimination Chamber met beide een wedstrijd waar een kampioenschap wordt verdedigd of een wedstrijd voor een kampioenschap bij een ander evenement.

## Geschiedenis
De naam van het evenement werd gekozen door fans van WWE op hun officiële website waar ze konden stemmen. Alle evenementen zijn gehouden in indoor arena's. In 2015 werd het evenement vervangen door het evenement Fastlane en werd naar mei verplaatst. In 2017 keerde het evenement terug exclusief voor de SmackDown brand. In 2018 werd het evenement exclusief voor de Raw brand en had voor de eerste keer een vrouwelijke Elimination Chamber match, evenals de eerste keer dat er 7 deelnemers waren aan de Elimination Chamber. In 2019 was het evenement voor beide brands en werden de inaugurele WWE Women's Tag Team Champions gekroond. In 2020 werd het evenement gehouden in maart om plaats te maken voor het evenement Super ShowDown.

## Chronologie
| Editie                   | Datum            | Stad                                | Locatie                           | Main Event |  |
| ------------------------ | ---------------- | ----------------------------------- | --------------------------------- | --- |  |
| Elimination Chamber 2010 | 21 februari 2010 | Saint Louis, Missouri               | Scottrade Center                  | The Undertaker (c) vs. Chris Jericho vs. CM Punk vs. John Morrison vs. R-Truth vs. Rey Mysterio in een Elimination Chamber match voor het WWE World Heavyweight Championship                                 |  |
| Elimination Chamber 2011 | 20 februari 2011 | Oakland, Californië                 | Oracle Arena                      | John Cena vs. Randy Orton vs. John Morrison vs. R-Truth vs. CM Punk vs. Sheamus in een Elimination Chamber match voor een WWE Championship wedstrijd bij het evenement WrestleMania XXVII.                   |  |
| Elimination Chamber 2012 | 19 februari 2012 | Milwaukee, Wisconsin                | Bradley Center                    | John Cena vs. Kane in een Ambulance match. |  |
| Elimination Chamber 2013 | 17 februari 2013 | New Orleans, Louisiana              | New Orleans Arena                 | The Rock (c) vs. CM Punk (met Paul Heyman) voor het WWE Championship. |  |
| Elimination Chamber 2014 | 23 februari 2014 | Minneapolis, Minnesota              | Target Center                     | Randy Orton (c) vs. John Cena vs. Sheamus vs. Daniel Bryan vs. Antonio Cesaro vs. Christian in een Elimination Chamber match voor het WWE World Heavyweight Championship                                     |  |
| Elimination Chamber 2015 | 31 mei 2015      | Corpus Christi, Texas               | American Bank Center              | Seth Rollins (c) vs. Dean Ambrose voor het WWE World Heavyweight Championship |  |
| Elimination Chamber 2017 | 12 februari 2017 | Phoenix, Arizona                    | Talking Stick Resort Arena        | John Cena (c) vs. A.J. Styles vs. Bray Wyatt vs. Baron Corbin vs. The Miz vs. Dean Ambrose in een Elimination Chamber match voor het WWE Championship.                                                       |  |
| Elimination Chamber 2018 | 25 februari 2018 | Paradise, Nevada                    | T-Mobile Arena                    | Roman Reigns vs. Braun Strowman vs. Seth Rollins vs. Finn Bálor vs. John Cena vs. Elias vs. The Miz in een Elimination Chamber match voor een match op WrestleMania 34 voor het WWE Universal Championship.  |  |
| Elimination Chamber 2019 | 17 februari 2019 | Houston, Texas                      | Toyota Center                     | Daniel Bryan (c) vs. AJ Styles vs. Jeff Hardy vs. Kofi Kingston vs. Randy Orton vs. Samoa Joe in een Elimination Chamber match voor het WWE Championship.                                                    |  |
| Elimination Chamber 2020 | 8 maart 2020     | Philadelphia, Pennsylvania          | Wells Fargo Center                | Shayna Baszler vs. Natalya vs. Liv Morgan vs. Asuka vs. Ruby Riott vs. Sarah Logan in een Elimination Chamber match voor een WWE Raw Women's Championship match op WrestleMania 36.                          |  |
| Elimination Chamber 2021 | 21 februari 2021 | St. Petersburg, Florida             | Tropicana Field (WWE ThunderDome) | The Miz vs. Drew McIntyre (c). Miz vervulde Money in the Bank contract voor het WWE Championship. |  |
| Elimination Chamber 2022 | 19 februari 2022 | Djedda, Saoedi-Arabië               | Jeddah Super Dome (JSD)           | Brock Lesnar vs. Bobby Lashley (c) vs. AJ Styles vs. Austin Theory vs. Riddle vs. Seth "Freakin" Rollins in een Elimination Chamber match voor het WWE Championship.                                         |  |
| Elimination Chamber 2023 | 18 februari 2023 | Montreal, Quebec, Canada            | Bell Centre                       | Roman Reigns (c) vs. Sami Zayn voor het Undisputed WWE Universal Championship |  |
| Elimination Chamber 2024 | 24 februari 2024 | Perth, Western Australia, Australie | Optus Stadium                     | Rhea Ripley (c) vs. Nia Jax voor het Women's World Championship |  |
| Elimination Chamber 2025 | 1 maart 2025     | Toronto , Ontario , Canada          | Rogers Centre                     | CM Punk vs. Damian Priest vs. Drew McIntyre vs. John Cena vs. Logan Paul vs. Seth "Freakin" Rollins in een Elimination Chamber match voor een Undisputed WWE Universal Championship match op WrestleMania 41 |  |